# IC 5271
IC 5271 ist eine Spiralgalaxie vom Hubble-Typ Sb im Sternbild Südlicher Fisch am Südsternhimmel. Sie ist schätzungsweise 77 Millionen Lichtjahre von der Milchstraße entfernt.
Das Objekt wurde am 22. August 1897 von Lewis Swift entdeckt.